# Baldo Baldi
Baldo Baldi, född 19 februari 1888 i Livorno, död 21 december 1961 i Livorno, var en italiensk fäktare.
Baldi blev olympisk guldmedaljör i florett och sabel vid sommarspelen 1920 i Antwerpen.